# 24604 Vasilermakov
24604 Vasilermakov este o planetă minoră (asteroid), cu un diametru de 4,607 km, din centura de asteroizi. A fost descoperită pe 27 septembrie 1973 la Observatorul Astrofizic din Crimeea⁠(d) de Liudmila Cernîh și a fost numită după Ermakov, Vasili Timofeevici⁠(d). 
Obiectul prezintă o orbită caracterizată de o semiaxă mare de 2,4881782 UAi, o excentricitate de 0,18, o înclinație de 8,82023 ° în raport cu ecliptica.